# Obanos
Obanos – gmina w Hiszpanii, w Nawarze, o powierzchni 19,85 km². W 2011 roku gmina liczyła 911 mieszkańców.